# José Martins (Geistlicher)
José Martins (* 1941; † 14. März 2022 in Vila Franca de Xira, Portugal) war ein portugiesischer Jesuit.

## Werdegang
Martins studierte zwei Jahre in Rom spirituelle Theologie am Institut für Spiritualität der Gregorianischen Universität. Danach ging der 33-jährige Martins als geistlicher Leiter des diözesanen Priesterseminars, das damals der Gesellschaft Jesu unterstand, nach Portugiesisch-Timor. Am 23. September 1974 traf er in der Kolonie ein. Im Jahr darauf wurde Osttimor von Indonesien besetzt. Martins blieb in Osttimor und wurde zu einem der wichtigsten Vertreter der katholischen Kirche in Osttimor und Unterstützer der Widerstandsbewegung. Martins versteckte im Seminar einen Radiosender, den er in Einzelteilen an den Kontrollen vorbeigeschmuggelt hatte. In dem 1978 in Dilis Stadtteil Balide verlegten Seminar lebte Martins bis 1991 und blieb auch danach noch in Osttimor. 1999 trat Martins im Vorfeld des Unabhängigkeitsreferendums in Osttimor als Experte bei portugiesischen Journalisten auf und warb für die osttimoresische Position. Die Osttimoresen entschieden sich letztlich für die Unabhängigkeit.
Am 14. März 2022 verstarb Martins im Alter von 80 Jahren in einem Krankenhaus in Vila Franca de Xira.

## Auszeichnungen
Martins erhielt 2012 den Ordem Dom Martinho Lopes und 2016 die Medaille des Ordem de Timor-Leste.